# Thedden
Thedden – osada w Anglii, w hrabstwie Hampshire, w dystrykcie East Hampshire. Leży 27 km na wschód od miasta Winchester i 75 km na południowy zachód od Londynu. Miejscowość liczy 5 mieszkańców.